# Stobiecko Miejskie
Stobiecko Miejskie – dzielnica Radomska położona na południowy zachód od centrum. Najbliższą dzielnicą Stobiecka Miejskiego jest Kowalowiec, od północy dzielnica graniczy z wsią Stobiecko Szlacheckie.

## Historia
Najstarsza wzmianka o Stobiecku Miejskim pochodzi z roku 1266. Wioskę tę wspomniano wówczas w przywileju Leszka Czarnego wydanym w Maluszynie. Dokument ten wyraźnie stwierdzał, że mieszkańcy wsi i miasta cieszą się takimi samymi przywilejami i mają takie same obowiązki. Na tej podstawie ludność Stobiecka Miejskiego uważała się za rolników miejskich, czego dała dobitny wyraz broniąc się w 1836 roku przed oczynszowaniem posiadanych gruntów.
Według tradycyjnych podań osiedlili się tutaj jeńcy tatarscy, których zwano Karaskami bądź też Kluchami. Sama nazwa miejscowości ma się wywodzić od "stu biesów", czyli 100 Tatarów przyprowadzonych przez rycerza w charakterze jeńców. O tatarskim pochodzeniu mieszkańców świadczyć miało także to, że mają chaty tatarskie, pola orzą w półksiężyc i dzielą je na morgi, a nie na zagony. Przypisywano im też wprowadzenie uprawy tatarki (gryki) w okolicach Radomska.
Do 1954 należało do gminy Radomsk (Noworadomsk) w powiecie radomszczańskim (1867–1922 pn. noworadomski), początkowo w guberni piotrkowskiej, a od 1919 w woj. łódzkim. Tam 2 listopada 1933 utworzono gromadę o nazwie Stobiecko Miejskie w gminie Radomsk, składającą się ze wsi i kolonii Stobiecko Miejskie oraz kolonii Stobiecko Miejskie Kościelne. W okresie II RP Stobiecko Miejskie było siedzibą wiejskiej gminy Radomsko.
Podczas II wojny światowej Stobiecko Miejskie włączono do Generalnego Gubernatorstwa (dystrykt radomski, Landkreis Radomsko, gmina Radomsko). W 1943 roku liczba mieszkańców wynosiła 1720 mieszkańców. 4 września 1939 oddziały 1 Dywizji Pancernej Wehrmachtu spacyfikowały wieś. Spaliły 30 budynków, niemieccy żołnierze zastrzelili 3 osoby a 3 ranili.
Po wojnie w województwie łódzkim, jako jedna z 16 gromad gminy Radomsko w powiecie radomszczańskim. W związku z reformą znoszącą gminy jesienią 1954 roku, Stobiecko Miejskie włączono do nowo utworzonej gromady Stobiecko Miejskie, a po jej zniesieniu 31 grudnia 1961 – do nowo utworzonej gromady Radomsko. Tam przetrwało do końca 1972 roku, czyli do kolejnej reformy gminnej.
1 stycznia 1973 weszło w skład nowo utworzonej gminy Ładzice w powiecie radomszczańskim w województwie łódzkim. W latach 1975–1986 należały administracyjnie do województwa piotrkowskiego. 1 lutego 1977 część Stobiecka Miejskiego (125 ha) włączono do Radomska, a pozostały obszar 17 lipca 1986. 17 lipca 1986 Stobiecko Miejskie wyłączono z gminy Ładzice, włączając je do Radomska.
15 sierpnia 2008 roku Stobiecko Miejskie nawiedziła trąba powietrzna, która pozrywała dachy z blisko 100 domów.

## Edukacja
W Stobiecku Miejskim znajdują się: Zespół Szkolno-Gimnazjalny nr 6, w którego skład wchodzą: Publiczna Szkoła Podstawowa nr 10 i Publiczne Gimnazjum nr 7, filia Miejskiej Biblioteki Publicznej, Ochotnicza Straż Pożarna oraz boisko sportowe przy ulicy Kukuczki.

## Komunikacja i gospodarka
Przez Stobiecko Miejskie przebiega trasa szybkiego ruchu (planowana autostrada A1), a także linie komunikacji miejskiej nr 3,5 i 23. Na terenie Stobiecka Miejskiego budowana jest obwodnica dróg krajowych (DK42 i DK91). Część Stobiecka Miejskiego należy do Łódzkiej Specjalnej Strefy Ekonomicznej.
Pod południową częścią Stobiecka Miejskiego znajdują się odkryte w latach 70. duże pokłady wód geotermalnych.

## Zabytki
- Najcenniejszym zabytkiem Stobiecka Miejskiego jest drewniany kościół pw. św. Rocha, wzniesiony w 1502 r., restaurowany w XVIII w. i w roku 1899. Kościół ten to orientowana budowla konstrukcji zrębowej, jednonawowa z węższym prezbiterium zamkniętym wielobocznie, z przylegającą doń od północnej strony zakrystią z 1936 roku oraz z kruchtą od zachodu. Świątynię nakrywa dach dwuspadowy z wieżyczką na sygnaturkę, nad prezbiterium z szerokim okapem. We wnętrzu strop, chór muzyczny z XVII / XVIII w., belka tęczowa z napisem dotyczącym budowy kościoła i krucyfiksem z XVIII w., trzy ołtarze o charakterze barokowym, zapewne z XIX wieku.

Według rejestru zabytków Narodowego Instytutu Dziedzictwa na listę zabytków wpisane są obiekty:
- kościół parafialny pw. św. Rocha, drewniany, 1502, XVIII w., nr rej.: 230-X-40 z 29.03.1949 oraz 242 z 27.12.1967
- dzwonnica, nr rej.: 231-X-41 z 9.03.1949
- dom „chata tatarska”, ul. Częstochowska 4, k. XVIII, nr rej.: 603-X-54 z 22.06.1954[23]
- dom „chata tatarska”, ul. Częstochowska 5, k. XVIII, nr rej.: 604-X-54 z 22.06.1954